# Чижев (город)
Чижев (пол. Czyżew) — город в Польше, входит в Подляское воеводство, Высокомазовецкий повят. Имеет статус городско-сельской гмины. Население — 2639 человек (2016). Он находится примерно в 67 км к юго-западу от центра воеводства — Белостока.
Чижев ранее имел права города с 1738 по 1870 годы; 1 января 2011 года он снова стал городом, путём объединения трёх деревень: Чижев-Осада («посёлок»), Чижев-Злоте Ябло («золотое яблоко») и Чижев-Стаджа («станция»).

## История
Название Чижев встречается в документе от 1187 года. В 1738 году королём Августом III поселению была предоставлена привилегия города (подтверждена Сеймом в 1775 году).
В конце XIX века в селении была кирпичная приходская церковь, местный суд, муниципалитет, начальная школа, синагога и почта. В 1827 году в нём насчитывалось 74 дома и 811 жителей. Прошедшая в 1854 году железнодорожная линия Варшава — Санкт-Петербург способствовала развитию местности: в 1860 году число жителей возросло до 1508 (в том числе 1462 евреев), в 1890 году — до 1984, в 1899 году — примерно до 2300 жителей, из них 94 % еврейской национальности.
В 1940—1944 годах Чижев был центром Чижевского района Белостокской области Белорусской ССР.
В августе 1941 года около 1800 евреев были убиты немцами; около 200 оставшихся в живых устроили гетто на ул. Грязь. 2 ноября 1942 года гетто было ликвидировано, а его жители депортированы в Замбрув.
13 октября 2007 года Президент Республики Польша Лех Качиньский получил почётное гражданство коммуны.
В 2008 году в селении проживало 2670 человек. 1 января 2011 года, спустя более чем 140 лет, Чижев восстановил права города. До 3 мая 2012 года он был единственным городом в Польше, не имевшим герба.